# Ziarul Ceahlăul
Ziarul Ceahlăul este un ziar regional din Județul Neamț din Moldova, România.
Ziarul Ceahlăul a fost înființat de Mihail Magiari in 1942. Avocat macedo-român venit din Balcani, Mihail Magiari preluase în același an administrarea morii statului din Piatra Neamț
care aproviziona întregul județ și se implicase total în viața orașului moldovenesc.